# ジム・ジョンソン
ジェームズ・ロバート・ジョンソン（James Robert Johnson, 1983年6月27日 - ）は、アメリカ合衆国ニューヨーク州ブルーム郡ジョンソンシティ出身の元プロ野球選手（投手）。右投右打。愛称はJJ。

## 経歴

### プロ入りとオリオールズ時代
2001年のMLBドラフト5巡目（全体143位）でボルチモア・オリオールズから指名され、プロ入り。その後、約6年のマイナー生活が続いた。
2006年7月29日のシカゴ・ホワイトソックス戦でようやく先発投手としてメジャー初登板を果たした。しかし、その試合で3回を9安打、8失点と炎上する。
2007年の初登板の試合でも2回を2失点と打ち込まれるなど、メジャーデビュー当初はほとんど結果を残せていなかった。
2008年は、開幕直後にメジャー昇格を果たすと、4月13日に迎えたシーズン1試合目の登板から10試合連続で相手を無失点に抑え、7月10日の39試合目の登板で2失点するまで防御率1点台を維持し続けた。8月31日のゲームを最後に故障者リスト入りしてしまうが、最終的に54試合登板で防御率2.23という抜群の数字を記録した。
2009年もリリーフエースとしての役割を期待されているが、マイナーリーグでは先発を務めていたこともあるため、チームの状態次第では先発投手として登板することも考えられていた。しかし、実際には先発に回ることはなかった。
2011年の終盤から不振のケビン・グレッグに代わってクローザーに定着する。
2012年はオールスターゲームに初選出され、9月21日に46セーブ目を記録してオリオールズの球団記録を更新した。最終的にリーグ最多で球団記録の51セーブを記録し、チームを15年ぶりのプレーオフへと導いた。
2013年は、エリック・ガニエ（2003年）以来史上2人目となる2年連続での50セーブを記録し、2年連続で両リーグ最多セーブを記録した。前年はセーブ失敗が3回だけと安定していたが、この年は9回と不安定であった。

### アスレチックス時代
2013年12月2日にジェマイル・ウィークス、後日発表選手（12月12日にデビッド・フレイタスと発表）とのトレードで、オークランド・アスレチックスへ移籍した。
2014年1月16日にアスレチックスと1000万ドルの1年契約を結んだ。開幕後は38試合に登板したが、4勝2敗2セーブ、防御率7.14と結果を残せず、7月24日にDFAとなった。8月1日に自由契約となった。

### タイガース時代
2014年8月5日にデトロイト・タイガースとマイナー契約を結んだ。移籍後は傘下のAAA級トレド・マッドヘンズで4試合に登板して0勝1敗、防御率3.86だった。8月16日にタイガースとメジャー契約を結んだ。昇格後も乱調は改善されず、16試合の登板で防御率6.92と炎上。13.0イニングで12四球、3死球を与えるなど、制球も大いに荒れた。結局アスレチックスとのシーズン通算では、4年連続となる50試合以上に登板した（54試合）ものの、防御率7.09、9イニング当たりの与四球率5.9と大荒れで、2012～2013シーズンの2年間で101セーブを記録した姿は見る影もなかった。オフの10月30日にFAとなった。

### ブレーブス時代
2014年12月3日にアトランタ・ブレーブスと160万ドル+出来高90万ドルの1年契約を結んだ。

### ドジャース時代
2015年7月30日にドジャース、ブレーブス、マーリンズでの三角トレードが成立し、ジョンソンはエクトル・オリベラ、パコ・ロドリゲス、ザック・バードとのトレードで、アレックス・ウッド、ルイス・アビラン、ブロンソン・アローヨ、ホセ・ペラザと共にロサンゼルス・ドジャースへ移籍した。移籍後は防御率10点台と大荒れで、10月14日にDFAを経て、FAとなった。

### ブレーブス復帰
2015年11月30日にブレーブスと1年契約を結んだ。
2016年はクローザーとして起用され、65試合に登板し、通算500試合登板を達成した。2勝6敗20セーブ、防御率3.06、WHIP1.19を記録し、通算150セーブも記録。また、通年成績としてはキャリアハイの奪三振率9.5も記録した。
2017年は開幕からクローザーとして起用されたが、8月にはアローディス・ビスカイーノに役割を奪われた。この年は61試合登板で6勝3敗22セーブ、防御率5.56、WHIP1.48と成績を落とした。

### エンゼルス時代
2017年11月30日にジャスティン・ケリーとのトレードで、インターナショナル・ボーナス・プール（海外選手契約金枠）と共にロサンゼルス・エンゼルスへ移籍した。
2018年は62試合に登板し、5勝3敗2セーブ、防御率3.84、WHIP1.36とだった。オフの10月29日にFAとなった。

## 選手としての特徴
平均球速93.5mph（約150km/h）のツーシームを主体に、カーブ、チェンジアップ、フォーシームの4球種を持ち球とする。ゴロを打たせる投球スタイルで、いわゆるグラウンドボールピッチャーだが、2016年以降は奪三振率9.00以上と例年よりも大幅増となっている。

## 詳細情報

### 年度別投手成績
| 年 度     | 球 団     | 登 板 | 先 発 | 完 投 | 完 封 | 無 四 球 | 勝 利 | 敗 戦 | セ 丨 ブ | ホ 丨 ル ド | 勝 率 | 打 者 | 投 球 回 | 被 安 打 | 被 本 塁 打 | 与 四 球 | 敬 遠 | 与 死 球 | 奪 三 振 | 暴 投 | ボ 丨 ク | 失 点 | 自 責 点 | 防 御 率 | W H I P |
| --------- | --------- | ----- | ----- | ----- | ----- | -------- | ----- | ----- | -------- | ----------- | ----- | ----- | -------- | -------- | ----------- | -------- | ----- | -------- | -------- | ----- | -------- | ----- | -------- | -------- | ------- |
| 2006      | BAL       | 1     | 1     | 0     | 0     | 0        | 0     | 1     | 0        | 0           | .000  | 21    | 3.0      | 9        | 1           | 3        | 0     | 1        | 0        | 0     | 0        | 8     | 8        | 24.00    | 4.00    |
| 2007      | BAL       | 1     | 0     | 0     | 0     | 0        | 0     | 0     | 0        | 0           | ----  | 11    | 2.0      | 3        | 0           | 2        | 0     | 0        | 1        | 0     | 0        | 2     | 2        | 9.00     | 2.50    |
| 2008      | BAL       | 54    | 0     | 0     | 0     | 0        | 2     | 4     | 1        | 19          | .333  | 281   | 68.2     | 54       | 0           | 28       | 3     | 3        | 38       | 1     | 1        | 18    | 17       | 2.23     | 1.19    |
| 2009      | BAL       | 64    | 0     | 0     | 0     | 0        | 4     | 6     | 10       | 14          | .400  | 300   | 70.0     | 73       | 8           | 23       | 3     | 3        | 49       | 2     | 1        | 32    | 32       | 4.11     | 1.37    |
| 2010      | BAL       | 26    | 0     | 0     | 0     | 0        | 1     | 1     | 1        | 11          | .500  | 117   | 26.1     | 32       | 2           | 5        | 1     | 1        | 22       | 4     | 0        | 11    | 10       | 3.42     | 1.41    |
| 2011      | BAL       | 69    | 0     | 0     | 0     | 0        | 6     | 5     | 9        | 18          | .545  | 366   | 91.0     | 80       | 5           | 21       | 3     | 2        | 58       | 2     | 1        | 30    | 27       | 2.67     | 1.11    |
| 2012      | BAL       | 71    | 0     | 0     | 0     | 0        | 2     | 1     | 51       | 0           | .667  | 269   | 68.2     | 55       | 3           | 15       | 1     | 3        | 41       | 1     | 0        | 21    | 19       | 2.49     | 1.02    |
| 2013      | BAL       | 74    | 0     | 0     | 0     | 0        | 3     | 8     | 50       | 0           | .273  | 291   | 70.1     | 72       | 5           | 18       | 4     | 7        | 56       | 2     | 0        | 26    | 23       | 2.94     | 1.28    |
| 2014      | OAK       | 38    | 0     | 0     | 0     | 0        | 4     | 2     | 2        | 2           | .667  | 200   | 40.1     | 60       | 5           | 23       | 3     | 3        | 28       | 4     | 0        | 33    | 32       | 7.14     | 2.06    |
| 2014      | DET       | 16    | 0     | 0     | 0     | 0        | 1     | 0     | 0        | 0           | 1.000 | 63    | 13.0     | 9        | 0           | 12       | 3     | 3        | 14       | 0     | 0        | 13    | 10       | 6.92     | 2.57    |
| '14計     | DET       | 54    | 0     | 0     | 0     | 0        | 5     | 2     | 2        | 2           | .714  | 263   | 53.1     | 69       | 5           | 35       | 6     | 7        | 42       | 4     | 0        | 46    | 42       | 7.09     | 2.26    |
| 2015      | ATL       | 49    | 0     | 0     | 0     | 0        | 2     | 3     | 9        | 20          | .400  | 291   | 48.0     | 45       | 2           | 14       | 2     | 1        | 33       | 2     | 0        | 14    | 12       | 2.25     | 1.23    |
| 2015      | LAD       | 23    | 0     | 0     | 0     | 0        | 0     | 3     | 1        | 5           | .000  | 291   | 18.2     | 32       | 3           | 6        | 0     | 4        | 17       | 1     | 0        | 22    | 21       | 10.13    | 2.04    |
| '15計     | LAD       | 74    | 0     | 0     | 0     | 0        | 2     | 6     | 10       | 25          | .250  | 291   | 66.2     | 77       | 5           | 20       | 2     | 5        | 50       | 3     | 0        | 36    | 33       | 4.46     | 1.46    |
| 2016      | ATL       | 65    | 0     | 0     | 0     | 0        | 2     | 6     | 20       | 8           | .250  | 266   | 64.2     | 57       | 3           | 20       | 0     | 3        | 68       | 6     | 0        | 23    | 22       | 3.06     | 1.19    |
| 2017      | ATL       | 61    | 0     | 0     | 0     | 0        | 6     | 3     | 22       | 1           | .667  | 256   | 56.2     | 59       | 8           | 25       | 3     | 1        | 61       | 3     | 0        | 39    | 35       | 5.56     | 1.48    |
| 2018      | LAA       | 62    | 1     | 0     | 0     | 0        | 5     | 3     | 2        | 8           | .625  | 268   | 63.1     | 64       | 9           | 22       | 1     | 1        | 45       | 5     | 0        | 38    | 27       | 3.84     | 1.36    |
| MLB：13年 | MLB：13年 | 674   | 2     | 0     | 0     | 0        | 38    | 46    | 178      | 106         | .452  | 3000  | 704.2    | 704      | 54          | 237      | 27    | 36       | 531      | 33    | 3        | 330   | 297      | 3.79     | 1.34    |

- 各年度の太字はリーグ最高

### 年度別守備成績
| 年 度 | 球 団 | 投手（P） | 投手（P） | 投手（P） | 投手（P） | 投手（P） | 投手（P） |
| 年 度 | 球 団 | 試 合     | 刺 殺     | 補 殺     | 失 策     | 併 殺     | 守 備 率  |
| ----- | ----- | --------- | --------- | --------- | --------- | --------- | --------- |

### タイトル
- 最多セーブ投手：2回（2012年、2013年）

### 表彰
- ローレイズ・リリーフマン賞：1回（2012年）
- DHL デリバリー・マン・オブ・ザ・マンス：1回（2012年5月）

### 記録
- MLBオールスターゲーム選出：1回（2012年）
- 2年連続50セーブ（2012 - 2013年、史上2人目）
- シーズン51セーブ（2012年、オリオールズ球団記録）

### 背番号
- 47（2006年 - 2007年）
- 43（2008年 - 2013年）
- 45（2014年 - 同年途中）
- 49（2014年途中 - 同年終了）
- 53（2015年 - 同年途中、2016年 - 2017年）
- 54（2015年途中 - 同年終了）
- 33（2018年）